# Суперкубок Сан-Марино з футболу 1992
Суперкубок Сан-Марино з футболу 1992 — 7-й розіграш турніру, який в той час мав назву Трофео Федерале. Переможцем вдруге став Лібертас.

## Учасники
- Чемпіонат Сан-Марино:
  - Чемпіон: Монтевіто
  - Віце-чемпіон: Лібертас
- Кубок Сан-Марино:
  - Володар: Доманьяно
  - Фіналіст: Тре Фйорі

## Півфінали
| Команда 1 | Рахунок | Команда 2 |
| --------- | ------- | --------- |
| Монтевіто | 0:1     | Тре Фйорі |
| Доманьяно | 1:6     | Лібертас  |

## Фінал
| Команда 1 | Рахунок      | Команда 2 |
| --------- | ------------ | --------- |
| Лібертас  | 2:2 пен. 4:2 | Тре Фйорі |